# Казарка (річка)
Казарка (Козарка) — річка в Україні, у Миронівському й Канівському районах Київської й Черкаської областей. Ліва притока Росави (басейн Дніпра).

## Опис
Довжина річки 24 км, похил річки — 3,4 м/км. Площа басейну 101 км².

## Розташування
Бере початок на південному сході від села Ведмедівки. Спочатку тече на південний схід через Потапці, Лазірці. Біля Райок повертає на південний захід, тече через Козарівку, Синявку і впадає у річку Росаву, ліву притоку Росі.
Річку перетинає автошлях Р19